# Podmornice klase UB III
Klasa UB III je bila klasa njemačkih napadanih podmornica razvijena tijekom Prvog svjetskog rata. 